# Holy Wars... The Punishment Due
Holy Wars... The Punishment Due è l'opening track nonché singolo di Rust in Peace, album del 1990 dei Megadeth e rappresenta anche uno dei maggiori successi del gruppo.

## La canzone
Traccia d'apertura dell'album, Holy Wars... The Punishment Due ha una struttura inusuale: i primi 2:26 costituiscono la prima sezione della canzone, Holy Wars, nettamente thrash metal, poi si passa tramite un bridge acustico di Marty Friedman ad una sezione più heavy e lenta, The Punishment Due. Tuttavia, spesso l'intera canzone viene chiamata solo Holy Wars.
Holy Wars tratta del conflitto israelo-palestinese. In un'intervista col giornale britannico Guitarist, Mustaine dichiarò di essere ispirato a scrivere la canzone in Irlanda, dove scoprì alcune magliette non ufficiali dei Megadeth, i cui ricavi aiutavano "The Cause", che sosteneva il conflitto dell'Irlanda del Nord. The Punishment Due è un cenno al popolare fumetto della Marvel, The Punisher.
È inclusa inoltre nella tracklist del videogame Guitar Hero: Warriors of Rock ed è uno dei brani più impegnativi di tutta la serie.

## Il video musicale
Il video musicale è stato girato nell'agosto del 1990 (all'epoca della Guerra del Golfo nel 1990). Raffigura filmati di notizie di vari conflitti armati, principalmente dal Medio Oriente, intervallati da filmati della band che suona e Mustaine impegnato in un lancio con il paracadute.

## Tracce
7" edition
1. Holy Wars...The Punishment Due
2. Lucretia

12" edition
1. Holy Wars...The Punishment Due
2. Interview with Dave Mustaine

12" edition
1. Holy Wars...The Punishment Due
2. Lucretia
3. Interview with Dave Mustaine (Edited)

CD edition
1. Holy Wars...The Punishment Due
2. Lucretia
3. Interview with Dave Mustaine (Edited)

- Capitol Records DPRO-79462

## Formazione
- Dave Mustaine - voce, chitarra ritmica/solista
- Marty Friedman - chitarra solista
- David Ellefson - basso, cori
- Nick Menza - batteria, percussioni